# NUC University
NUC University, (anteriormente conocida como National University College ) es la universidad privada con fines de lucro más grande de Puerto Rico con su campus principal en Bayamón, Puerto Rico. La universidad fue fundada en 1982 como National College y ofrece estudios de pregrado y posgrado en salud, administración de empresas, educación, tecnología de la información y justicia penal.

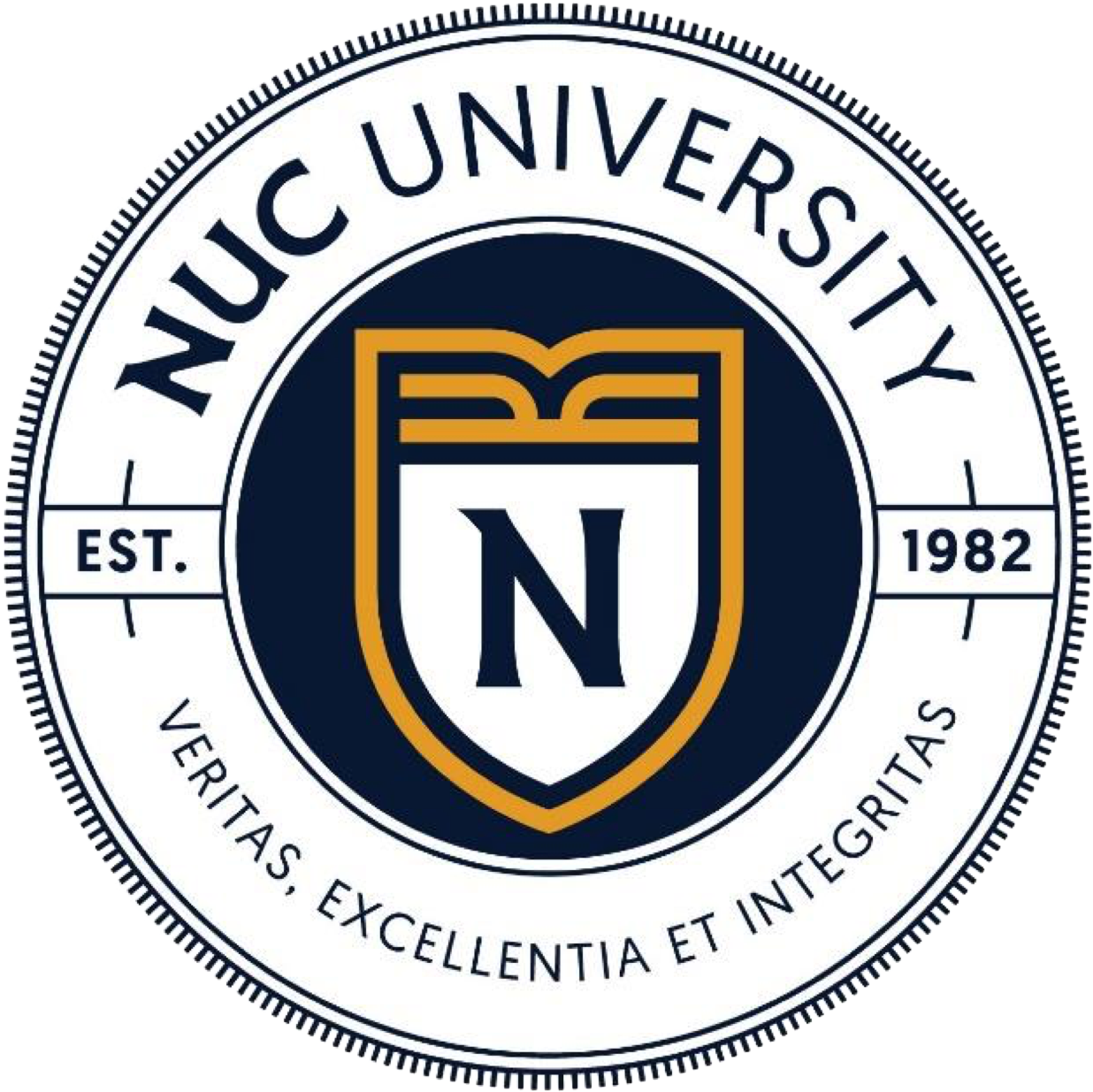
Sello Universidad NUC 2020

NUC University está acreditada por el Consejo de Educación Superior de Puerto Rico y la Comisión de Educación Superior de los Middle States.

## Historia

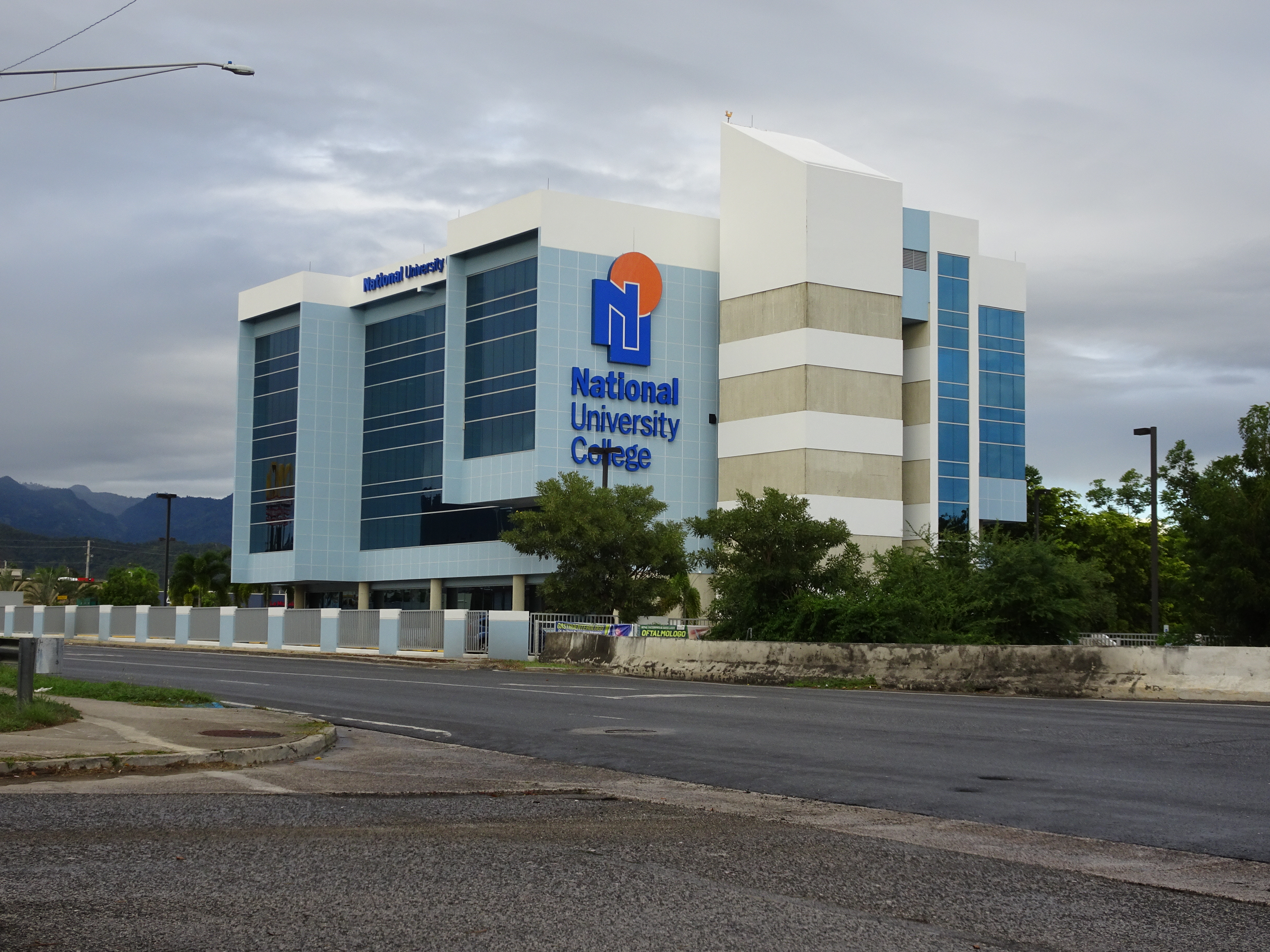
Universidad NUC en Ponce, Puerto Rico

En 1980, un comité directivo, encabezado por Jesús Siverio Orta, trabajó en la planificación y organización de la institución. No fue hasta el primero de abril de 1982 que la institución inició sus operaciones educativas en Bayamón, Puerto Rico bajo el nombre de  National College of Business and Technology. En junio del mismo año, el comité adquirió el Polytechnical Community College, obteniendo al mismo tiempo su licencia de funcionamiento del Departamento de Educación de Puerto Rico con los mismos derechos, privilegios y obligaciones que la institución predecesora.
NUC University inició su programa educativo con cuatro aulas en el tercer piso del Edificio Ramos ubicado en la ciudad de Bayamón, el cual también contó con un laboratorio de mecanografía, un laboratorio de farmacia y una biblioteca. Inicialmente, la institución solo ofrecía programas de Auxiliar de Farmacia y Ciencias de Secretariado. El primer grupo de estudiantes de estos dos programas se graduó en julio de 1983.
En 1984 inauguró el Campus de Arecibo, Puerto Rico, y en 2003 el Campus de Río Grande, Puerto Rico. En los años siguientes, NUC University comenzó a expandirse rápidamente, estableciendo un centro de aprendizaje en el Hospital San Cristóbal en septiembre de 2007 en Ponce, Puerto Rico, que luego se convirtió en el Campus de Ponce el 10 de julio de 2009. En enero de 2011, NUC abrió una ubicación adicional en Caguas, Puerto Rico y en junio de 2014, se convirtió en el Campus de Caguas.
En marzo de 2017, NUC abrió un Campus en Mayagüez, Puerto Rico, y en noviembre de 2018, la institución abrió su campus más reciente, el Campus del Sur de Florida en el Estado de Florida.
NUC University ha añadido a su catálogo universidades como NUC IBC (Instituto de Banca y Comercio) y Florida Tecnical College. Columbia Central University adquirió NUC University y se planea su fusión.

## Campus
La escuela de campus múltiples es una de las instituciones de educación secundaria más grandes de Puerto Rico . Hoy la Universidad NUC cuenta con 15 campus, nueve de ellos en el Estado de Florida, y 13 centros de la división técnica del IBC.
Campus de Puerto Rico:
- NUC Arecibo
- NUC Bayamón
- NUC Caguas
- NUC Mayagüez
- NUC Ponce
- NUC Río Grande

Campus de Florida:
- NUC del sur de Florida
- NUC-FTC Deland
- NUC-FTC Kissimmee
- NUC-FTC Orlando
- NUC-FTC Pembroke Pines
- NUC-FTC Sur de Miami
- NUC-FTC Lakeland
- NUC-FTC Tampa
- The Dave School

## Acreditaciones
NUC University está autorizada por el Consejo de Educación Superior de Puerto Rico y acreditada por la Middle States Commission on Higher Education para ofrecer estudios universitarios de nivel subgraduado, posgrado y profesional, según sea el caso. Asimismo, la universidad está comprometida con la acreditación profesional de sus programas académicos. Por esta razón, algunas unidades académicas cuentan con programas acreditados por organizaciones, tales como:
- Comisión de Acreditación para la Educación en Enfermería (ACEN)
- Comisión de Acreditación en Educación en Fisioterapia (CAPTE)
- Consejo para la Acreditación de la Preparación de Educadores (CAEP)
- Comisión de Acreditación de la Fundación Educativa de la Federación Culinaria Estadounidense (ACFEFAC) [8]

### Certificaciones y autorizaciones
La institución también está autorizada y certificada por las siguientes entidades:
- Agencia Estatal de aprobación para la educación de veteranos de Puerto Rico..
- Programa de TI de Microsoft.
- Departamento de Educación de EE. UU.
- Rehabilitación vocacional.

### Membresías
- Asociación de Educación Privada de Puerto Rico
- Asociación de Administradores de Ayuda Económica para Estudiantes de Puerto Rico
- Asociación Estadounidense de Registradores Colegiados y Oficiales de Admisiones
- Asociación de colegios y universidades del sector privado
- Asociación Nacional de Administradores de Ayuda Financiera para Estudiantes